# ژواد تورکوویچ
ژواد تورکوویچ (کرواتی: Dževad Turković؛ زادهٔ ۱۷ ژوئن ۱۹۷۲) بازیکن فوتبال اهل کرواسی بود.
از باشگاه‌هایی که در آن بازی کرده‌است می‌توان به باشگاه فوتبال اوسیک، باشگاه فوتبال بوسان ای‌پارک، باشگاه فوتبال دینامو زاگرب، و باشگاه فوتبال سئونگنام اشاره کرد.
وی همچنین در تیم ملی فوتبال کرواسی بازی کرده‌است.